# Elizabeth Marvel
Elizabeth Allen Marvel (ur. 27 listopada 1969 w Los Angeles) – amerykańska aktorka teatralna, telewizyjna i filmowa.

## Życiorys

### Wczesne lata
Urodziła się w Los Angeles w Kalifornii jako córka Alo, gospodyni domowej, i Toma, prezesa przedsiębiorstwa Heyco Metals z Reading, działającego w branży metalurgicznej. Wychowywała się z dwoma starszymi braćmi w Mohnton w Pensylwanii. Jako dziecko często chorowała, zdiagnozowano u niej astmę. Gdy miała 11 lat, jej ojciec zmarł w wieku 45 lat na zawał mięśnia sercowego. Kiedy miała 13 lat, jej matka ponownie wyszła za mąż i przeprowadziła się z mężem na Sycylię. Elizabeth Marvel została wysłana do Interlochen Arts Academy, szkoły z internatem w Michigan. W 1988 podczas pobytu w Londynie była pod wrażeniem Vanessy Redgrave w sztuce Eugene’a O’Neilla Dotyk poety; wzbudziło to w niej chęć zostania aktorką. Kształciła się w nowojorskiej Juilliard School.

### Kariera
W 1992 zadebiutowała w roli Isabelli w komedii Williama Shakespeare’a Miarka za miarkę na kanadyjskim festiwalu w Stratford. Po raz pierwszy na Broadwayu pojawiła się w roli Maszy w sztuce Antona Czechowa Mewa. Potem występowała w innych broadwayowskich przedstawieniach: Święta Joanna George’a Bernarda Shawa (1993) w roli tytułowej św. Joanny d’Arc, Sztuka wyboru Ronalda Harwooda (1996) jako Emmi Straube, An American Daughter Wendy Wasserstein (1997) jako Quincy Quince, Seascape Edwarda Albeego (2005) w roli Sarah, Other Desert Cities (2012) jako Brooke Wyeth czy Piknik Williama Inge’a (2013) w roli Rosemary Sydney z Ellen Burstyn, Mare Winningham i Sebastianem Stanem. W 2009 była nominowana do Drama Desk Award dla najlepszej aktorki w sztuce teatralnej za rolę w Pięćdziesięciu słowach.
Karierę sceniczną kontynuowała, grając w takich spektaklach off-broadwayowskich jak Troilus i Kresyda (1995) jako Kresyda, Król Lear (1996) w roli Regan, Henryk V (1996) jako Katarzyna (przedstawieniu prezentowanym na festiwalu szekspirowskim w Nowym Jorku) i Makbet (1999) w roli Lady Makbet. Nagradzana Obie Award dla najlepszej aktorki za role w sztukach: Mezalians George’a Bernarda Shawa (1998) jako Lina Szczepanowska, Teresa Raquin Émile’a Zoli (1998) w tytułowej roli, Tramwaj zwany pożądaniem (2000) jako Blanche DuBois i Hedda Gabler Henrika Ibsena (2005) w roli tytułowej. W 2019 powróciła na Broadway w Królu Learze w roli Goneril, najstarszej z trzech córek tytułowego króla (Glenda Jackson).
Jej pierwszą rolą telewizyjną była postać Amy Marshall w serialu policyjnym NBC Wydział zabójstw Baltimore (1998). Po debiucie w filmie fabularnym w roli niewidomej adwokatki Caroline Shepard w niezależnym dramacie Ten Hundred Kings (2000), otrzymała jedną z głównych ról (policjantki Nancy Parras) w serialu kryminalnym Bez pardonu (wcielała się w nią w latach 2000–2004). W filmie wcieliła się w postać dorosłej Mattie Ross w Prawdziwym męstwie. Zagrała także w takich produkcjach jak Tajne przez poufne, Dziedzictwo Bourne’a, Lincoln i Weekend z królem. Występowała w Prawie i porządku, Siostrze Jackie, Impersonalnych i Fargo. W 2014 dołączyła do obsady House of Cards w roli Heather Dunbar.

## Życie prywatne
4 września 2004 wyszła za mąż za aktora Billa Campa, którego poznała na studiach w Juilliard School. Mają syna Silasa (ur. 2007).

## Wybrana filmografia
Filmy
- 2005: The Dying Gaul
- 2008: Synecdoche, New York
- 2008: Tajne przez poufne
- 2008: The Guitar
- 2009: Miłość i inne komplikacje
- 2010: Prawdziwe męstwo
- 2012: Dziedzictwo Bourne’a
- 2012: Lincoln
- 2012: Weekend z królem
- 2014: Rok przemocy
- 2015: Consumed
- 2017: Obdarowani[10]

Seriale TV
- 1998: Wydział zabójstw Baltimore
- 1999: Oblicza Nowego Jorku
- 2000: Bez pardonu
- 2001: Prawo i porządek: Zbrodniczy zamiar
- 2007: Uprowadzeni
- 2008: Prawo i porządek
- 2009: Rockefeller Plaza 30
- 2009: Żona idealna
- 2009: Siostra Jackie
- 2010: Prawo i porządek: sekcja specjalna
- 2011: Lights Out
- 2012: Impersonalni
- 2012: Newsroom
- 2013: Białe kołnierzyki
- 2013: Elementary
- 2014: House of Cards
- 2015: Fargo
- 2017: Homeland
- 2019: Niewiarygodne
- 2019: Turbulencje
- 2020: Helstrom[10]